# The Ugly Truth
The Ugly Truth är en amerikansk romantisk komedifilm från 2009, regisserad av Robert Luketic. Huvudrollerna spelas av Katherine Heigl och Gerard Butler. Filmen är barntillåten.

## Handling
Abby Richter (Katherine Heigl) är en producent på ett morgonprogram. Hon söker alltid efter Mr. Perfekt men det slutar alltid med att hon blir en hopplös singel. Hon vaknar dock upp rejält när hennes chef parar ihop henne med Mike Chadway (Gerard Butler). En hårdhudad person som lovar att berätta hela sanningen om vad som får män och kvinnor att gå i gång. 

## Tagline
The battle of the sexes is on.

## I rollerna
- Katherine Heigl - Abby Richter
- Gerard Butler - Mike Chadway
- Eric Winter - Colin Anderson
- Cheryl Hines - Georgia
- John Michael Higgins - Larry
- Bree Turner - Joy
- Kevin Connolly - Jim

## Filmen i Sverige
Hade biopremiär i Sverige den 11 september 2009. Släpptes på DVD i Sverige den 3 februari 2010. 